# Archae.o.pteryx

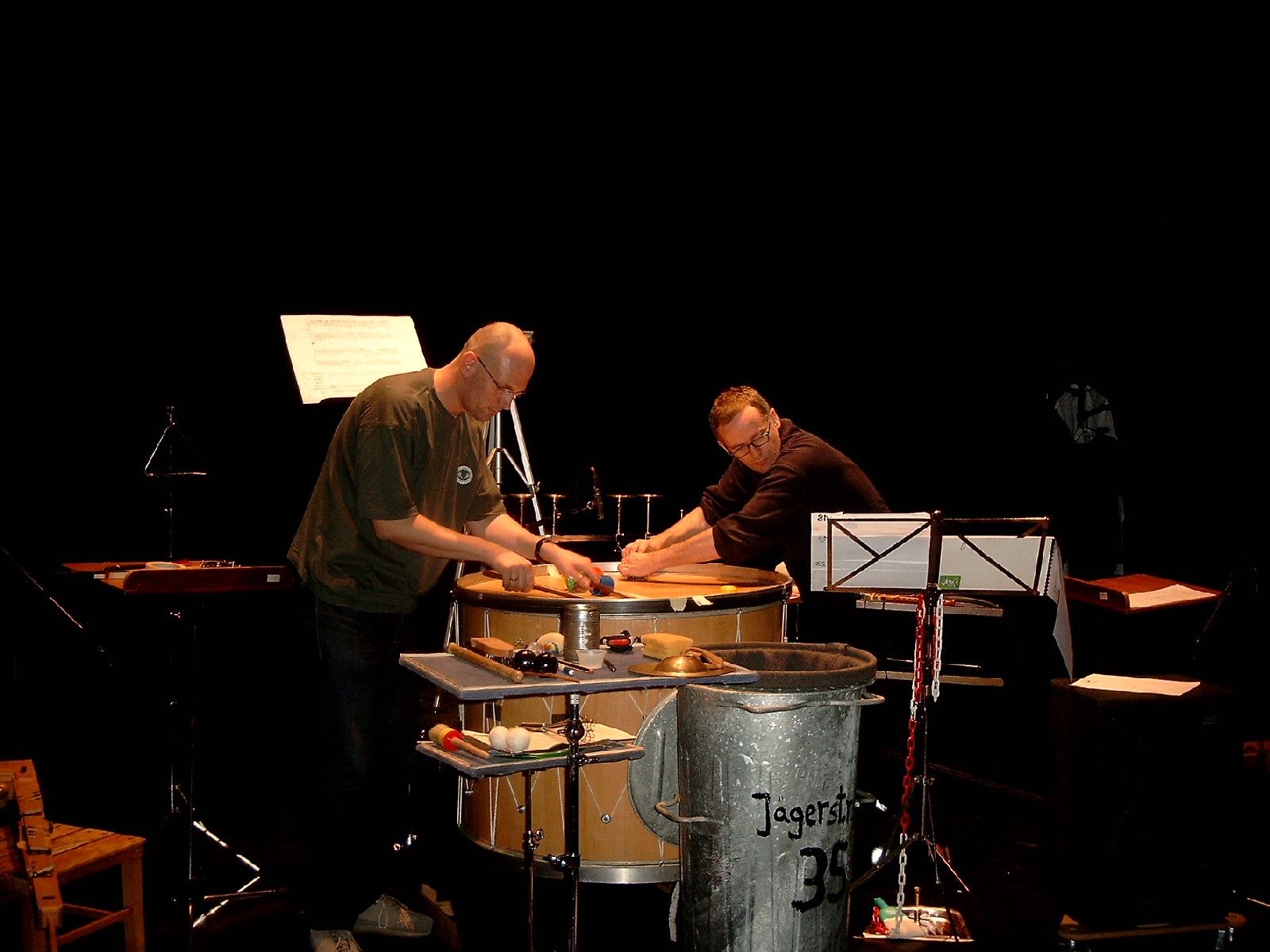
archae.o.pteryx

Das Ensemble für erstaunliche Musik Archae.o.pteryx (Eigenschreibweise in durchgehender Kleinschreibweise) war ein in Deutschland ansässiges Ensemble, das ausschließlich Werke der zeitgenössischen Musik interpretiert hat. Im Kern bestand es aus dem Blockflötisten Ulrich Ludat aus Saarbrücken und dem Schlagzeuger Armin Sommer aus Edenkoben und bestand von 1990 bis 2006.

## Geschichte
Das Ensemble wurde 1990 von den Musikern Ulrich Ludat und Armin Sommer als Duo Archaeopteryx gegründet, später in archae.o.pteryx umbenannt,  und arbeitete 16 Jahre lang kontinuierlich an der Erweiterung des Repertoires für die Besetzung Blockflöte(n) und Schlagzeug.
Es arbeitete mit Komponisten wie beispielsweise Aseon Han, Theo Brandmüller, Michael Beil, Mesías Maiguashca, Harald Muenz, Bernfried Pröve, Gerhard Stäbler und Annette Schlünz zusammen. Das Ensemble hatte seinen Sitz in Saarbrücken, sein Proberaum befand sich zunächst ebenfalls dort, wurde später nach Offenbach an der Queich verlegt. Zahlreiche Konzerte führte das Ensemble quer durch Deutschland, nach Frankreich und Los Angeles.
In den Anfängen des Ensembles, noch als Duo Archaeopteryx bezeichnet, bestand das Repertoire ausschließlich aus Kompositionen für Blockflöte(n) und Schlagwerk. Da dieses quantitativ sehr eingeschränkt war und mit wenigen Ausnahmen professionellen Ansprüchen nicht genügte, gaben die Mitglieder des Ensembles zunächst bei befreundeten Komponisten neue Werke in Auftrag. Später folgten Kompositionsaufträge auch bei renommierten Komponisten wie Maria de Alvear oder Valerio Sannicandro. Die Ursprungsbesetzung erwies sich als problematisch, beispielsweise weil die Instrumentarien der beiden Interpreten sehr verschiedenen dynamischen Welten angehören. Daher wurde recht bald mit Verstärkung experimentiert, was dann zur Verwendung auch von präfabrizierten Audio-Zuspielungen (Tonband) und von Liveelektronik führte. Insbesondere Ludat verließ gegen Ende des Bestehens des Ensembles immer mehr sein angestammtes Instrumentarium, um sich anderen Klang erzeugenden Methoden und der Performance zuzuwenden.
1994 erhielten die Gründer des Ensembles das Kulturförderstipendium der Landeshauptstadt Saarbrücken. Die Konzerte des Ensembles Archae.o.pteryx wurden vom Deutschen Musikrat, dem Kultursommer Rheinland-Pfalz, der Landeshauptstadt Saarbrücken und zahlreichen anderen Kultur fördernden Institutionen unterstützt. Im Jahre 2005 wurde das Ensemble für die Aufnahme in das Kulturprogramm des Goethe-Instituts vorgeschlagen.
Zum Ende des Jahres 2006 stellte das Ensemble offiziell seine Zusammenarbeit ein, trat jedoch im Jahr 2007 noch einige Mal auf.

## Uraufführungen
- 1990 – Aseon Han: Mokdong (1989/1990) für Blockflöte(n) und Schlagzeug; Hochschule für Musik,  Saarbrücken.
- 1990 – Annette Schlünz: La faulx de l'été (1990) für Blockflöte(n) und Schlagzeug; Festspielegalerie, Berlin.
- 1991 – Theo Brandmüller: Still und heiter (1990). Vier Charakterstücke für Blockflöte(n) und Schlagzeug; Musikhalle Hamburg.
- 1992 – Klaus Hochmann: Bilder des Todes (1991) für Blockflöte(n) und Schlagzeug; Landeskrankenhaus Merzig.
- 1993 – Regina Wenzel: Endlichsein (1993) für Blockflöte(n) und Schlagzeug; Bauhaus Dessau.
- 1994 – Wolfram Graf: Cantus II (1993) für Blockflöte(n) und Schlagzeug;  Conservatoire National de Région, Strasbourg.
- 1994 – Michael Beil: Styx (1993) für Blockflöte(n), Schlagzeug, Wasser und Audio-Zuspielung; Landeskrankenhaus Merzig.
- 1996 – Steffen Schleiermacher: Holzstück mit Fell und Metall (1996) für Blockflöte(n) und Schlagzeug; Angela-Meridici-Gymnasium, Trier.
- 1997 – Michael Beil: Zerberus' Playback (1997) für Blockflöte(n), Schlagzeug und Audio-Zuspielung; Altes Kaufhaus, Landau in der Pfalz.
- 1998 – Aseon Han: Dualog (1997) für tiefe Blockflöte(n) und Schlagzeug; Städtisches Museum,  Heilbronn.
- 1998 – Bernfried E. G. Pröve: Mensur – Diaphanie (1997) für verstärkte Blockflöte(n) und Schlagzeug und Audio-Zuspielung; Städtisches Museum, Heilbronn.
- 1999 – Harald Muenz: Writing (1998) für zwei Spieler an einer kontaktmikrofonierten Großen Trommel und Audio-Zuspielung; Schaubühne Lindenfels, Leipzig.[1]
- 2000 – Maria de Alvear: Ur (2000). Eine Zeremonie für zwei Schlagzeuger, Audio-Zuspielung und Video-Projektion; Valencia (USA), Californian Institute of the Arts.
- 2001 – Hans W. Koch: Auszeiten (2001) Eine strukturierte Improvisation für drei Spieler und Audio-Zuspielung; Alte Feuerwache, Köln.
- 2002 – Dieter Mack: Temu (2001) für Blockflöte(n)/Yamaha WX-5, Schlagzeug und Audio-Zuspielung; Tuchfabrik Trier.
- 2003 – Thomas Kurze: Chronometrische Musik (2003) für Sprecher, Blockflöte(n), Schlagzeug und Audio-Zuspielung; Saarlandmuseum, Saarbrücken.
- 2003 – Ulrich Ludat: Deep Jesus / Bass of Music / (2003) für drei Spieler, Audio-Zuspielung und Video-Projektion; Saarlandmuseum,  Saarbrücken.
- 2004 – Valerio Sannicandro: Écrits secrets (2004) für verstärkte Bassblockflöte, Schlagzeug, Audio-Zuspielung und Live-Elektronik;  Viehmarktthermen, Trier.[2]
- 2005 – Ulrich Ludat dort unten im süden / wo sie die esel schlagen in der Johanneskirche , Saarbrücken[3]
- 2005 – Ulrich Ludat: Spamming (Fassung B) für zwei Akteure, Audio-Zuspielung und Licht; Mainzer Kammerspiele.[4]
- 2005 – Ulrich Ludat: Herbstmusik #1 + #2 (2005) für zwei Akteure und Audio-Zuspielung; Kath. Kirche St. Bernhard, Eußerthal.[5]
- 2006 – Ulrich Ludat: Littering / Coup de balai / (2005) für zwei Akteure, Straßenfeger-Quartett, Audio-Zuspielung und Video-Projektion. Hochschule für Musik, Saarbrücken.
- 2006 – Ulrich Ludat: Spamming (Fassung A) für zwei Akteure, Wissenschaftler-Duo, Audio-Zuspielung und Licht;  Mainzer Kammerspiele.
- 2006 – Ulrich Ludat: Mini.a.turen Nr. 0 - 3 für zwei Akteure, multiple Audio-Zuspielungen und Licht; Alte Baumwollspinnerei, St. Ingbert.
- 2007 – Ulrich Ludat: Spamming (Fassung D) für zwei Akteure, Wissenschaftler-Duo, Tanz-Duo, Audio-Zuspielung und Licht; Fruchthalle, Kaiserslautern.[6]

## Aufnahmen
- 1991 – Aseon Han: Mokdong; Saarländischer Rundfunk, Studioaufnahme.
- 1991 – Werner Heider: Gassenhauer; Saarländischer Rundfunk, Studioaufnahme.
- 1993 – Annette Schlünz: La faulx de l'été; Saarländischer Rundfunk, Konzertmitschnitt.
- 1993 – Annette Schlünz: Herbstgesänge; Saarländischer Rundfunk, Konzertmitschnitt.
- 1993 – Theo Brandmüller: Still und heiter; Saarländischer Rundfunk, Konzertmitschnitt.
- 1999 – Michael Beil: Styx; Klangstudio Winnie Leyh, Studioaufnahme (Mehrspurverfahren).
- 1999 – Bernfried E. G. Pröve: Mensur – Diaphanie; Klangstudio Winnie Leyh, Studioaufnahme (Mehrspurverfahren).
- 2003 – Harald Muenz: Writing; Südwestrundfunk, Konzertmitschnitt.
- 2004 – Sandeep Bhagwati: Cliff! (nach einem Text von Ulrike Draesner); Südwestrundfunk, Studioproduktion für DeutschlandRadio Berlin[7][8]
- 2005 – Mesías Maiguashca: The Tonal; N.N., Aufnahme in Zisterzienserkirche in Eußerthal/Pfalz.

## Tonträger
- Feedback Studio CD 3; Cybele 960.303. Darauf Exzerpt von: Harald Muenz: Writing (1998), DEGEM[9]

## Bibliografie
- Sigrid Konrad: Erstaunliche Musik lernt fliegen? Das Ensemble für erstaunliche Musik [archae.o.pteryx]. In: Positionen 66, 2006, S. 49–50.[10]